# Sintaza
U biohemiji, sintaze su enzimi koji katalizuju procese sinteza.
Prema klasifikaciji EC brojeva, sitaze pripadaju grupi ligaza, dok lijaze kataliziraju suprornu reakciju. Treba imati na umu da je prvobitna biohemijska nomenklature razdvajala sintetaze i sintaze. Prema prvobitnom definiciji, sintaze ne koriste energiju iz nukleozid-trifosfata (kao što su ATP, GTP, CTP, TTP i UTP, dok sintetaze ne koriste nukleozid-trifosfate. Međutim, Zajednička komisija za biohemijsku nomenklaturu (JCBN) nalaže da se termin 'sintaze' može koristiti za bilo koji enzim koji katalizuje sintezu (bez obzira da li koristi nukleozidne trifosfate), dok se termin „sintetaza” koristi kao sinonim za ligaze.

## Primeri
- ATP sintaza
- Citrat sintaza
- Triptofan sintaza
- Pseudouridin sintaza
- Izopren sintaza